# Museo della guerra (Ho Chi Minh)
Il Museo dei Resti della Guerra, situato a Ho Chi Minh, in Vietnam, è uno dei principali musei del paese dedicati alla memoria del conflitto che devastò il Vietnam nel XX secolo, la guerra del Vietnam (nota in Vietnam come Guerra Americana). Aperto al pubblico nel 1975, il museo fornisce una documentazione sulle conseguenze del conflitto, offrendo un punto di vista focalizzato sul dramma umano e sulla resistenza vietnamita.

## Storia
Originariamente denominato "Casa delle Esposizioni dei Crimini Americani e del Burattino", il museo venne creato subito dopo la caduta di Saigon con l'intento di denunciare le atrocità della guerra, pur con un linguaggio propagandistico. Con il passare del tempo e con il miglioramento delle relazioni internazionali, il museo ha adottato una prospettiva più equilibrata, anche se resta evidente la narrazione vietnamita del conflitto. La missione del museo è sensibilizzare i visitatori sugli orrori della guerra, promuovendo valori di pace e riconciliazione.

## Esposizioni
Le collezioni sono organizzate in varie sezioni che documentano diversi aspetti del conflitto, comprese le tecniche militari, gli impatti ambientali e le sofferenze umane.

### Esposizione di armamenti e veicoli Militari
All’esterno del museo, si trova una raccolta impressionante di mezzi militari pesanti impiegati dagli Stati Uniti, tra cui elicotteri UH-1 Huey, aerei F-5 e carri armati M48 Patton. Questi mezzi, lasciati sul territorio vietnamita dopo la guerra, rappresentano il potenziale militare degli Stati Uniti e ricordano le operazioni militari effettuate sul suolo vietnamita.

### Effetti dell'agente arancio e delle armi Chimiche
Una delle tematiche trattate dal museo è l’uso di sostanze chimiche come l’agente arancio: un defoliante altamente tossico impiegato per eliminare la copertura vegetale e stanare i Viet Cong. Le fotografie, i documenti e i video mostrano le conseguenze drammatiche di queste sostanze sulla popolazione vietnamita e sui soldati, con deformità e malformazioni genetiche che ancora oggi colpiscono migliaia di persone. Quest’area serve anche come denuncia del danno ambientale causato dalla guerra.

### Sezione dedicata alle prigioni e alla tortura
Nel museo è stata creata la riproduzione delle “tiger cages” (gabbie delle tigri), dove venivano detenuti i prigionieri politici e i dissidenti in condizioni disumane. Sono, inoltre, esposti strumenti di tortura e fotografie che documentano le sofferenze inflitte ai prigionieri da entrambe le parti. Questi strumenti di detenzione sono una testimonianza delle gravi violazioni dei diritti umani avvenute durante il conflitto.

### Fotografie di guerra e prospettiva internazionale
Il museo ospita una collezione di fotografie scattate da celebri fotoreporter, come Larry Burrows e Robert Capa, e immagini che documentano le atrocità subite dai civili. Le fotografie ritraggono bombardamenti, massacri e scene di disperazione, dando una visione concreta delle sofferenze vissute dal popolo vietnamita. È presente anche una sezione dedicata ai movimenti pacifisti globali, con manifesti e lettere di solidarietà provenienti da tutto il mondo, che testimoniano l’opposizione internazionale alla guerra.

### Movimenti pacifisti e solidarietà internazionale
Il museo dedica spazio ai movimenti pacifisti globali, che si opposero al conflitto negli anni '60 e '70. Sono presenti manifesti, lettere e fotografie che mostrano proteste internazionali contro la guerra, offrendo una visione del supporto globale ricevuto dal Vietnam. Questa sezione evidenzia come la guerra sia stata anche un evento catalizzatore per movimenti per la pace e i diritti civili in tutto il mondo.

## Visitatori
Ogni anno il museo accoglie circa 500.000 visitatori, per lo più stranieri.